# Ophiuche obliqualis
Ophiuche obliqualis là một loài bướm đêm trong họ Erebidae.